# Báo gấm Đài Loan
Báo gấm Đài Loan hay còn gọi là Báo mây Formosan (Danh pháp khoa học: Neofelis nebulosa brachyura) là một phân loài đã tuyệt chủng của loài báo gấm, phân bố ở Đài Loan và là loài mèo đặc hữu của đảo Đài Loan. Một phân loài báo châu Á đã tuyệt chủng. Chúng có vai trò quan trọng trong văn hóa của thổ dân Đài Loan là người Rukai, những người rất tự hào khi khoác lên người mình chiếc áo da báo gấm và họ tin rằng đó là linh hồn của tổ tiên.

## Đặc điểm
Báo Formosan là một phân loài của báo mây. Báo mây có những vết hình đám mây trên bộ lông. Răng nanh của chúng cũng lớn hơn so với những loài động vật họ Mèo khác, giỏi leo trèo, và có sự nhanh nhẹn giống như sóc tương tự như mèo rừng Nam Mỹ. Chúng săn bắt những động vật có vú lớn sống trên mặt đất nhưng chúng chủ yếu săn bắt các loài động vật có vú sống trên cây, cụ thể là vượn, khỉ đuôi lợn hay khỉ, các động vật có vú khác như nai, nhím hay chim chóc và gia súc, và thích săn mồi theo cách chộp con mồi bằng cách nhảy từ trên cây xuống. Các khu vực sinh sống ưa thích là các cánh rừng nhiệt đới và cận nhiệt đới 

## Tuyệt chủng
Chúng một loài động vật đặc hữu trên đảo Đài Loan và có thể đã biến mất vĩnh viễn. Đảo Đài Loan là nơi duy nhất con người có thể thấy báo mây Formosan do đó khả năng con người thấy báo mây Formosan là rất thấp. Người ta phỏng đoán rằng có thể vài con báo mây Formosan vẫn sống, song khả năng con người thấy chúng với số lượng lớn là rất thấp. Giới bảo tồn cho rằng hoạt động săn trộm và nạn phá rừng là hai nguyên nhân chính khiến số lượng báo Formosan giảm nhanh chóng.
Các chuyên gia về động vật từ Mỹ và Đài Loan đã tìm kiếm báo mây Formosan từ năm 2001, song họ không thấy bất kỳ con nào. Để tìm kiếm chúng, họ đã lắp khoảng 1.500 camera hồng ngoại và bẫy mùi trên các ngọn núi ở Đài Loan. Giờ đây chỉ có thể chiêm ngưỡng một con báo nhồi bông trong Bảo tàng Đài Loan. Hai con báo mây khác đang sống trong vườn thú Đài Bắc, song chúng được nhập khẩu từ Đông Nam Á. 